# Astragalus bidentatus
Astragalus bidentatus es una especie de planta del género Astragalus, de la familia de las leguminosas, orden Fabales.
Fue descrita científicamente por Kunth.